# Insulele Caraibe

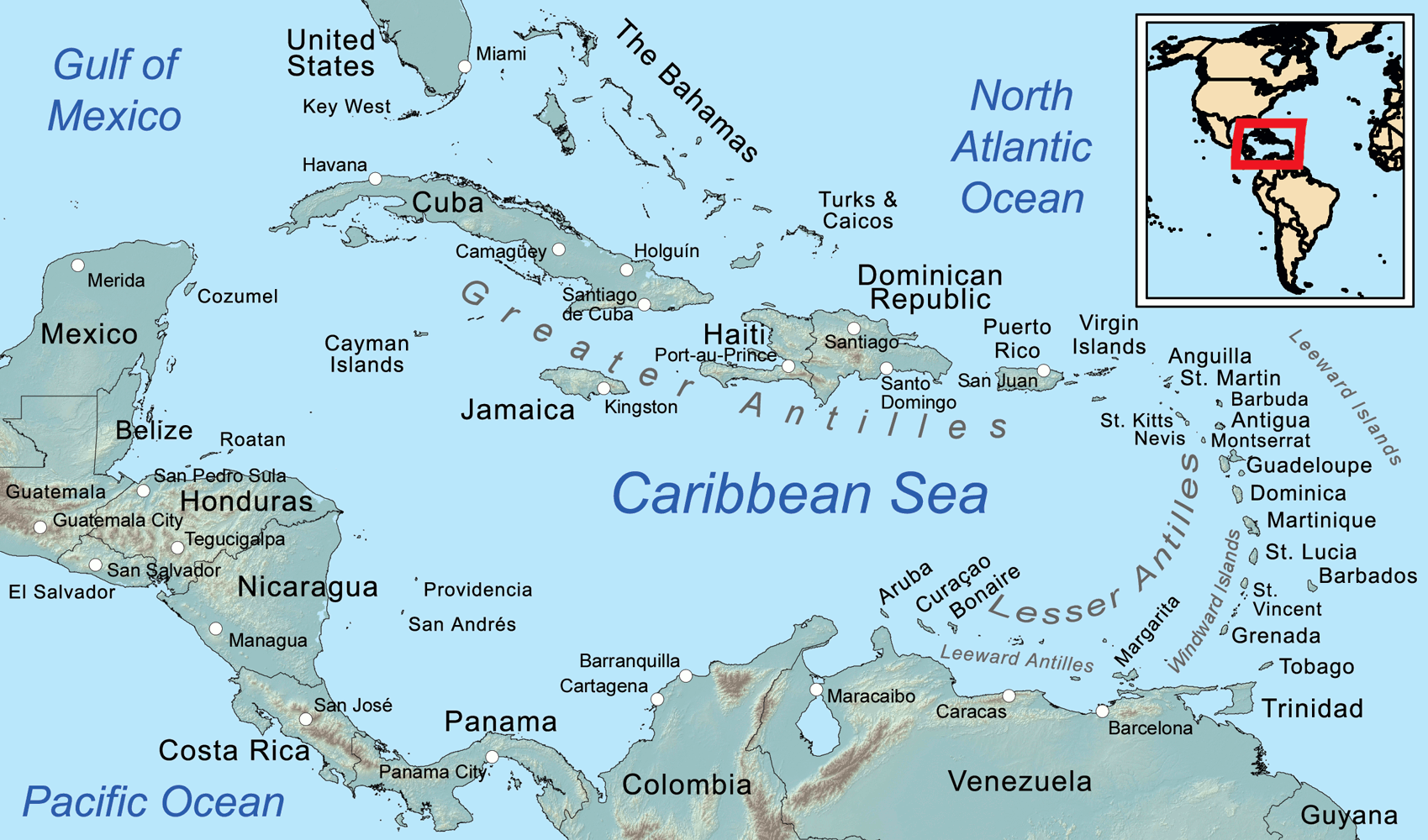
Insulele Caraibe

Insulele Caraibe sunt acele insule care sunt situate în regiunea Caraibelor și sunt scăldate de Marea Caraibelor.
Aici sunt mii de insule care sunt parte a diferitor țări insulare din Caraibe: Anguilla are 21; Antigua-and-Barbuda – 37; Aruba (4); Bahamas (~501); Barbados – 3; Belize; Insulele Virgine Britanice (43); Cayman (12); Cuba (23); Dominica (7); Republica Dominicană (2); Grenada (39); Guadeloupa (38); Haiti (12); Honduras (6); Jamaica (26); Martinica (50); Montserrat (3); Antilele Olandeze (25, incluzând jumătate din Saint Martin); Puerto Rico (142); Saint Barthélemy (13); Saint Kitts-and-Nevis (20); Saint Lucia (17); Saint Martin (8); Saint Vincent-and-the-Grenadines (39); Trinidad și Tobago (21); Turks-and-Caicos Islands (58); și Insulele Virgine Americane (81).
Unele țări continentale tot au insule în Caraibe, printre care Columbia (10), Mexic (4), Nicaragua (4), Venezuela (15), Belize, Guatemala, Honduras, Costa Rica și Panama.

## Antigua și Barbuda
| - Antigua - cea mai mare - Barbuda - Bird Island - Bishop Island - Blake Island - Insula Cinnamon - Insula Codrington - Insula Crump - Insula Dulcina - Insula Exchange | - Five Islands - Great Bird Island - Green Island - Guana Island - Hale Gate Island - Insula Hawes - Henry Island - Johnson Island - Insula Kid - Insula Laviscounts | - Insula Lobster - Long Island - Insula Maid - Moor Island - Insula Nanny - Pelican Island - Prickly Pear Island - Rabbit Island - Rat Island | - Red Head Island - Redonda - Sandy Island - Smith Island - The Sisters - Insula Vernon - Wicked Will Island - York Island |

## Bahamas
| - Insula Abaco - Abner Cay - Acklins - Adderley Cay - Alder Cay - Barton Cay - Allans Cay - Ambergris Cay - Anderson Cay - Andros - cea mai mare insulă - Angel Cays - Angle and Fish Cay - Anguila Islans - Anna Cay - Araway Cay - Archers Cay - Insula Atholl - Atwood Cay - August Cay - Back Cay - Bamboo Cay - Insula Barataria - Barn Cay - Insula Barracuda - Base Line Cay - Beach Cay - Beacon Cay - Beak Cay - Bell Cay - Ben Cay - Bergkamp Cay - Insula Berrys - Big Bersus Cay - Big Carters Cay - Big Cave Cay - Big Cay - Big Crab Cay - Big Cross Cay - Big Egg Island - Big Farmer's Cay - Big Fish Cay - Big Grand Cay - Big Harbour Cay - Big Hog Cay - Big Jerry Cay - Big Joe Downer Cay - Big Lake Cay - Big Lloyd Cay - Big Major's Island - Big Pigeon Cay - Big Romers Cay - Big Thrift Harbour Cay - Big Whale Cay - Big Wood Cay - Billy Cay - Bimini Islands - Bird Cay - Bitter Guana Cay - Insula Black - Bob Cay - Bock Cay - Bonds Cay - Bonefish Cay - Booby Cay - Bowe Cay - Bridges Cay - Brigantine Cays - Brown Cay - Brush Cay - Buena Vista Cay - Burnside Cay - Burroughs Cay - Burrow Cay - Bursis Cay - Cabbage Cay - Caeser Cay - Calabash Cay - Cambridge Cay - Carter Cay - Cashs Cay - Insula Castle - Cat Island - Cat Cay - Insula Catch - Catto Cay - Cave Cay - Channel Cay - Children's Bay Cay - Chub Cay - Cistern Cay - Clem Cay - Cluffs Cay - Coakley Cay - Cockroach Cay - Coco Cay - Cocoa Plum Cay - Comfort Cay - Compass Cay - Insula Conception - Conchshell Cay - Cook's Cay - Cormorant Cay - Cornish Cay - Cotton Cay - Crab Cay - Insula Crisby - Crooked Island - Cross Cay - Culmer's Cay - Cupids Cay - Curly Cut Cays - Insula Current - Dalglish Cay - Damas Cays - Danger Cay - Daniels Cay - Insula Darby - Darvill Cay - Dead Mens Cays | - Deadman Cay - Devils Cay - Diamond Cay - Dickies Cay - Dilly Cay - Dolly's Cay - Doomey Cay - Double Breasted Cay - Double Headed Shot Cays - Dove Cay - Dry Cay - Duck Cay - Dufus Cay - Dunc Cays - East Cay - Egg Island - Elbow Cay - Eleuthera Island - Insula Elizabeth - Insula Exuma - Factory Cays - Falcon Cays - Fanny Cay - Fernandez Cay - Fiddle Cay - Fifteen Feet Cay - Finley Cay - Fish Cay - Fish Hawk Cay - Fishing Cays - Flamingo Cay - Flat Cays - Foots Cay - Insula Fortune - Fowl Cay - Frazer Hog Cay - French Cay - Frog Cay - Frozen Cay - Galliot Cay - Garden Cay - Gaulding Cay - Gaulin Cay - Insula Geouge - Gibson Cay - Gibson Hog Cay - Ginger Cay - Glass Cay - Goat Cay - Gold Cay - Golding Cay - Goole Cay - Gorda Cay (Castaway Cay) - Götze Cay - Grand Bahama - Grand Cay - Grand Cays - Great Exuma Island - Great Guano Cay - Great Inagua Island - Great Ragged Island - Great Sale Cay - Great Stirrup Cay - Green Cay - Green Turtle Cay - Griffins Cay - Grunt Cay - Guana Cay - Guanahani Cay - Guana Cay - Guano Cay - Guincho Ginger Cay - Insula Guinchos - Gun Cay - Insula Gut - Haines Cay - Halls Pond Cay - Insula Hallss - Insula Harbour - Harvey Cay - Hawksbill Cay - Hawksnest Cay - Insula Heneagua - High Cay - High Point Cay - Highbourne Cay - Hoffman Cay - Hog Cay - Holmes Cay - Insula Inagua - India Cay - Iron Cay - Ishmael Cay - Jack Sparrow Cay - Jamaica Cay - James Cay - Jewfish Cay - Joe Cay - Joe Creek Island - Joe Downer Cays - John Downer Cays - Johnny's Cay - Johnsons Cay - Josephs Cay - Joulter Cays - Jumento Cays - Kemp Cay - Kits Cay - Knife Cay - Lanzadera Cay - Laudrup Cay - Laughing Bird Cay - Lee Stocking Island - Leonard Cay - Insula Levi - Lightbourn's Cay - Lignumvitae Cay - Linder Cay - Little Abaco Island - Little Bell Cay - Little Bersus Cay - Little Carters Island - Little Cat Island | - Little Cave Cay - Little Cay - Little Cistern Cay - Little Crab Cay - Little Darby Island - Little Exuma Island - Little Farmer's Cay - Little Grand Cay - Little Guana Cay - Little Cuana Cay - Little Harbour Cay - Little Inagua Island - Insula Little - Little Joe Downer Cay - Little Lloyd Cay - Little Major's Island - Little Nurse Cay - Little Petit Cay - Little Pimlico Cay - Little Ragged Island - Little Romers Cay - Little Sale Cay - Little San Salvador (Half Moon Cay) - Little Stirrup Cay - Little Walker Cay - Little Wax Cay - Little Whale Cay - Lizard Cay - Lobos Cay - Lobster Cay - Lockhart Cay - Loggerhead Cay - Lone Pine Cay - Long Cay - Long Island - Lovely Bay Cays - Low Cay - Low Water Harbour Cay - Lower Crisby Cay - Lubbers Quarters Cay - Lucian Cay - Lyford Cay - Lynyard Cay - Madam Dau's Cay - Madeira Cay - Major's Island - Mamma Rhonda Cay - Man Head Cay - Insula Man - Man-O-War Cay - Man O' War Cay - Mancini Cay - Mangrove Cay - Insula Mangrove - Manjack Cay - Margaret Cay - Insula Mariguana - Marine Cay - Market Fish Cay - Mary Cays - Mastic Cay - Mat Lowe's Cay - Mayaguana - Maycock Cay - Meeks Patch Island - Melita Cay - Middle Bight Cay - Mira Por Vos Islands - Money Cay - Money Cay - Insula Moores - Moosha Cay - Moraine Cay - Moriah Harbour Cay - Mouth Of Harbou Cay - Muertos Cays - Nairn Cay - New Cay - New Providence - Newton Cay - Noah Bethel Cays - Noname Cay - Norman Cay - Norman's Pond Cay - North Andros - North Bimini - North Cat Cay - North Cay - North Elbow Cay - North Halls Cay - Northern Eleuthera - Northwest Cay - Noss Mangrove Island - Nun Jack Cay - Nurse Cay - Nurse Channel Cay - O'Brien Cay - Obama Cay - Ocean Cay - Old Yankee Cay - Orange Cay - Outer Point Cay - Over Yonder Cay - Overmars Cay - Oyster Cay - Insula Paradise - Parrot Cays - Paw Paw Cay - Peace and Plenty Island - Pear Cay - Pelican Cay - Pensacola Cays - Perpall's Cay - Petit Cay - Insula Pierre - Pigeon Cay - Pimlico Cays - Insula Pimlico - Pine Cay - Pine Tree Cay - Pineapple Cays - Pipe Cay | - Insula Pirate - Plana Cays - Plum Cays - Pot Cay - Potter Cay - Powell Cay - Prime Cay - Pumpion Cay - Racoon Cay - Ragged Island - Rainbow Cay - Randall's Cay - Rat Cay - Ratman Cay - Red Shank Cay - Redknapp Cay - Reid Cay - Rock Harbour Cays - Roker Cay - Insula Rose - Insula Royal - Rudder Cut Cay - Rutter Cut Cay - Rum Cay - Rum Cay - Insula Russell - Saddle Back Cay - Saddle Cay - Sailor's Choice Cay - Saint Georges Cay - Sales Cay - Salt Cay - Salt Pond Cay - Samama Cays - Samana Cay - Samphire Cay - Sampson Cay - San Salvador - Sand Bank Cays - Insula Sanders - Sandy Cay - Sandy Harbour Cay - Sapodilla Cay - Schooner Cays - Scotland Cay - Scrub Cays - Seal Cay - Sheep Cay - Ship Channel Cay - Shroud Cay - Silver Cay - Simms Cay - Sister Cays - Six Shilling Cays - Smith Cay - Snake Cay - Snapper Cay - Sneijder Cay - Soldier Cay - South Bimini - South Cat Cay - South Cay - South Channel Cay - South Spot Cay - South Mangrove Cays - South Stirrup Cay - Southeast Cay - Southern Cay - Spanish Cay - Spanish Wells Cay - Staniard Cay - Staniel Cay - Steamer Cay - Insula Stocking - Strachan Cay - Stranger Cay - Sugar Loaf Cay - Tarzan Cay - Tear Coat Cay - Tee Cay - Thatch Cays - Jumento Cays - Thomas Cay - Thompson Cay - Tilloo Cay - Top Cay - Tumar Cay - Turner Cay - Twin Cays - Umbrella Cay - Upper Cay - Upper Channel Cay - Upper Samphier Cay - Upper Sandy Harbour Cay - Van Persie Cay - Victory Cays - Vigilant Cay - Waderick Wells Cay - Walker Cay - Water Cay - Insula Watling - Wax Cay - Weatherford Cay - Well Cay - West Cay - West Shroud Cay - Wet Cay - Whale Cay - White Bay Cay - White Cay - William Cay - Insula William - Willis Cay - Wilson Cay - Wiltshires Cay - Insula Windermere - Wood Cay - Woolen Dean Cay - Yellow Cay - Young Cay - Insula Yuma - Zlatan Cay |

## Barbados
| - Barbados - cea mai mare insulă | - Insula Culpepper | - Insula Pelican (Barbados) (now absorbed into Barbados) |

## Belize
Belize has many islands and the largest barrier reef in the Western Hemisphere.

## Columbia

### Departamentul Bolívar
| - Insula Rosarios - Isla Grande - Isla Marina - Isla de Roberto - Isla Rosario - Isla del Tesoro | - Insula Fuerte - Insula Tierra Bomba |

### Departamentul Córdoba
| - Insula Tortuguilla |

### Departamentul Magdalena
| - Isla de Salamanca |

### Departamentul San Andrés și Providencia
| - Acuario Cay (cunoscut și ca Rose Cay) - Alice Shoal - Bajo Nuevo Bank - Bayley Islet - Basalt Islet - Brothers Cay - Crab Cay - Cayos de Albuquerque - North Cay - South Cay | - Córdoba Cay (also known as Haynes Cay) - Easy Cay - Grunt Cay - Cayos de Este Sudeste - Bolívar Cay (also known as Courtown or West Cay) - East Cay - Palm Cay - Insula Providencia - Quita Sueño Bank - Rocky Cay | - Roncador Bank - Roncador Cay - San Andrés - Santa Catalina - Santander Cay (also known as Cotton Cay) - Serrana Bank - Serranilla Bank - Sucre Islet (also known as Johnny Cay) |

### Departamentul Sucre
| - Bóqueron Island - Insula Cabruna - Ceycén Island - Insula Mangle - Insula Maravilla | - Múcura Island - Insula Palma - Insula Panda - Santa Cruz del Islote - Tintipán Island |

## Cuba
| - Cuba - cea mai mare insulă - Canarreos Archipelago - Isla de la Juventud - Ernst Thälmann Island (fosta Cayo Blancos del Sur) - Cayo Largo del Sur - Cayo Ines de Soto | - Colorados Archipelago - Cayo Levisa - Cayo Punta Arenas - Cayo Buenavista - Cayo Santa Maria | - Jardines del Rey - Cayo Guillermo - Cayo Coco - Cayo Esquivel - Cayo Romano - Cayo Guajaba - Cayo Sabinal | - Cayo Saetia - Jardines de la Reina - Sabana-Camagüey Archipelago - Cayo Cruz del Padre - Cayo Fragoso |

## Dominica
- Insula Aves (Ile Des Aves)- în dispută Venezuela
- Dominica

## Republica Dominicană
| - Eastern part of the island of Hispaniola - Insula Catalina - Insula Beata - Alto Velo Island | - Insula Catalinita - Cayo Levantado Island (Barcelo Island) - Insula Cabritos - Insula Barbarita - Insula Saona | - Silver Bank - Navidad Bank - Insula Islita - La Matica Island |

## Franța

### Guadelupași dependențele
| - Baleine du Sud (Îles de la Petite Terre) - Basse-Terre (Guadeloupe island) - Grand Îlet (Guadeloupe island) - Grand Îlet (Îles des Saintes) - Grande-Terre (Guadeloupe island) - Îlet à Cabrit (Îles des Saintes) - Îlet à Caret (Guadeloupe island) - Îlet à Christophe (Guadeloupe island) - Îlet à Colas (Guadeloupe island) - Îlet à Fajou (Guadeloupe island) - Îlet à Kahouanne (Guadeloupe island) - Îlet Blanc (Guadeloupe island) | - Îlet Boissard (Guadeloupe island) - Îlet Brument (Guadeloupe island) - Îlet Crabière (Guadeloupe island) - Îlet de Terre-de-Bas (Îles de la Petite Terre, la Désirade) - Îlet de Terre-de-Haut (Îles de la Petite Terre,la Désirade) - Îlet de Vieux Fort (Marie-Galante) - Îlet du Gosier (Guadeloupe island) - Îlet Duberran (Guadeloupe island) - Îlet Feuille (Guadeloupe island) - Îlet Fortune (Guadeloupe island) - Îlet Frégate de Haut (Guadeloupe island) - Îlet Macou (Guadeloupe island) - Îlet Mangue à Laurette (Guadeloupe island) | - Îlets de Carénage (Guadeloupe island) - Îlets de Pigeon (Guadeloupe island) - La Biche (Guadeloupe island) - La Coche (Îles des Saintes) - La Désirade - La Redonde (Îles des Saintes) - Le Pâté (Îles des Saintes) - Les Augustins (Îles des Saintes) - Marie-Galante - Terre-de-Bas (Îles des Saintes) - Terre-de-Haut (Îles des Saintes) - Tête à l'Anglais (Guadeloupe island) |

### Martinica
| - Insula Bats - Bonchard - Cay Pinsonelle - Diamond Rock - Insula Dupre - Gros Ilet - Grotte Rock - Ile Chancel - Ile Petite Grenade - Ilet A Eau - Ilet A Ramiers - Ilet A Tois Roux - Ilet Au Rat | - Ilet Aubin - Ilet Baude - Ilet Boisseau - Ilet Cabrits - Ilet Chevalier - Ilet De La Rose - Ilet Des Chardons - Ilet Du Galion - Ilet Duchamp - Ilet Duquesnay - Ilet Fregate - Ilet Hardy - Ilet La Perle | - Ilet Lapin - Ilet Lavigne - Ilet Lezard - Ilet Long - Ilet Madame - Ilet Metrente - Ilet Oscar - Ilet Pele - Ilet Petit Piton - Ilet Petit Vincent - Ilet Petite Martinique - Ilet Ragot | - Ilet Ramville - Ilet Sainte-Marie - Ilet Tartane - Ilet Thiery - Ilets Aux Chiens - Les Trois Ilets - Martinique - Petit Ilet - Petit Ilet Duprey - Sugarloaf Rock - Table Au Diable - Trou Terre Island |

### Saint Barthélemy
| - Saint Barthélemy (also Saint Barts) - Île Boulanger - Île Chevreau - Île Coco | - Île du Pain de sucre - Île Fourche / Île Fourchue - Île Frégate - Île Mancel | - Île Pelé - Îles des Grenadins - Île Toc Vers - Roche le Boeuf | - Roche Plate |

### Saint Martin (Franța)
| - Northern part of the island of Saint Martin - Caye Verte | - Crowl Rock - Grand Îlet | - Petite Clef - Pinel - Disappointment İsland | - Rocher de l'Anse Marcel - Tintamarre |

## Grenada
| - Insula Calivigny - Carriacou - Insula Fota - Insula Frigate - Insula Green - Grenada - Insula Hog - Insula Hope - Jack Adam Island | - Insula Large - Les Tantes - Insula Levera - Insula Mabouya - Insula Marquis - Insula Mushroom - Pearls Rock - Petite Dominique - Petite Martinique | - Insula Ramier - Redoda - Insula Ronde - Insula Saline - Insula Sandy - Insula Soubisse - Sugar Loaf Island - The Sisters - Insula White |

## Haiti
| - Western part of the island of Hispaniola - Cacique Isle - Gonâve Island | - Grande and Petite Cayemites - Île de Anacaona - Île Grosse Caye | - Île à Vache - Ilet Moustique - Kansas Reef | - La Trompeuse - Insula Limbe - Tortuga | - Insula Navassa |

## Honduras
| - Guanaja - Roatán - Insula Hogs | - Swan Islands - Útila | - Misteriosa Bank - Rosario Bank |

## Jamaica
| - Bare Bush Cay - Big Half-Moon Cay - Big Pelican Cay - Big Portland Cay - Blake Cay - Blower Rock - Insula Bogues - Bolt Cay - Booby Cay - Negril - Booby Cay - Pedro Cays - Booby Cay - Pedro Cays - Booby Cay - Morant Cays - Bush Cay - Bushy Cay | - Insula Cabarita - Careening Cay - Insula Christmas - Insula Dolphin - Drunken Man's Cay - East Crall - Insula Emerald - Fort Cay - Gordon Cay - Great Goat Island - Green Cay | - Insula Green - Gun Cay - Hogsty Cay - Kingston - Sandals Cay - Lilyroot Cay - Lime Cay - Little Goat Island - Little Half-Moon Cay - Little Pelican Cay - Little Portland Cay - Insula Long | - Maiden Cay - Man O' War Cays - Mango Cay - Mid Crall - Middle Cay - Insula Monkey - Morant Cays - Insula Navy - Needles - Northeast Cay - Morant Cays - Northeast Cay - Pedro Cays | - One Tree Island - Pedro Cays - Pelican Cay - Insula Pellew - Insula Pigeon - Portland Rock - Rackhams Cay - Refuge Cay - Rocky Cay - Insula Salt - Sandbank Cay | - Insula Santamaria - Insula Sapphire - Insula Short - South Cay - Southeast Cay - Port Royal Cays - Southeast Cay - Morant Cays - Southwest Cay - Pedro Cays - Southwest Rock - Tern Cay - West Crall - Insula Woods |

## Regatul Țărilor de Jos

### Aruba
| - Aruba - Indiaanskop | - Key Cay - Long Cay |  |

### Curaçao
- Curaçao cea mai mare insulă
- Klein Curaçao

### Caraibele Olandeze
| - Bonaire - insula principală - Camia - Cow and Calf - Insula Green - Guana Cay - Hen and Chicken | - Isla Makuka - Kadoesji - Klein Bonaire - Insula Little - Little Key - Mal Aborder | - Meeuwtje - Mollibeday Rots - Insula Pelican - Penso - Rancho | - Saba - insula principală - Sint Eustatius - insula principală - Sapate Eiland - Willemberg |

### Sint Maarten
- Southern part of the island of Saint Martin
- Insula Mona

## Mexic
| - Isla Cozumel - Isla Contoy | - Isla Holbox - Isla Mujeres |

## Nicaragua
| - Insula Corn - Insula Corns | - Miskito Cays - Pearl Cays |

## Saint Kitts and Nevis
| - Insula Booby - Crokus Cay - Insula Dalzel - Insula Dodan - Insula Dulcina | - East Cay - Insula Eden - Insula Fahie - Insula Friars - Insula Gardner | - Insula Garvey - Golden Cay - Insula Jessop - Maddens - Insula Meves | - Nevis - Insula Otters - Saint Kitts (Saint Christopher) - Sugar Loaf - Insula Vambelle |

## Saint Lucia
| - Insula Bateaux - Insula Bouche - Insula Choc - Insula Dennery - Des Bateaux Island | - Insula Fourer - Insula Fous - Insula Fregate - Insula Gros | - Insula Lapins - Insula Marias - Pigeon Island - Praslin Island | - Insula Rat - Insula Rouche - Saint Lucia - Insula Scorpion |

## Sfântul Vicențiu și Grenadine
| - All Awash Island - Insula Baliceaux - Insula Battowia - Big Cay - Brooks Rock - Bullet Cay - Bequia - Cactus Cay - Canouan Baleine - Insula Canouan - Insula Catholic - Insula Chateaubelair - Church Cay - Cow And Calves Islands | - Insula Dike - Double Rock - Dove Cay - Insula Dove - Duvernette Islet - Ellen Rock - Insula Frigate - Isle a Quatre - L'Islot - Mayreau - Middle Cay - Milligan Cay - Mopion Islet (Is a patch of sand beach just slightly SE of Union Is and slightly NW of Petit St. Vincent) - Mustique | - Palm Island - Pelican Cay - Petit Cannouan - Petit Cay - Petit Mustique - Petit Nevis - Petit Saint Vincent - Petit Tobac - Insula Pigeon - Pillories - Insula Prune - Punaise - Insula Rabbit - Insula Red | - Saint Elairs Cay - Saint Vincent - Sand Cay - Insula Savan - Semplars Cay - Tobago Cays - Petit Rameau - Petit Bateau - Petit Tabac - Jamesby - Baradal - Syrup Cay - Insula Union - West Cay - Insula Wilks - Insula Young |

## Trinidad și Tobago
| - Insula Caledonia - Chacachacare - Insula Craig (Craig and Caledonia are joined by a narrow causeway) - Insula Cronstadt (Kronstadt) - Insula Carrera - Faralon (Flat Rock), off San Fernando Harbour | - Gaspar Grande (Gasparee) - Gasparillo (Little Gasparee or Centipede Island) - Huevos - Insula Lenagan - Little Tobago (Bird of Paradise Island) - Monos | - Nelson Island - Pelican Island - St. Giles Island - Saut d'Eau - Goat Island | - Sisters' Rock - Soldado Rock - Tobago - Trinidad |

## Regatul Unit

### Anguilla
| - Anguillita - Blowing Rock - Cove Cay - Crocus Cay - Deadman's Cay | - Dog Island - East Cay - Little Island - Little Scrub Island - Mid Cay - North Cay | - Prickly Pear Cays - Rabbit Island - Sand Island - Scilly Cay - Scrub Island | - Seal Island - Sombrero (also known as Hat Island) - Cayo Sur - South weneger Islandhieako - West Cay |

### Insulele Virgine Britanice
| - Anegada - Insula Beef - Bellamy Cay - Insula Buck (Insulele Virgine Britanice) - Carvel Rock - Insula Cockroach - Cooper Island - Dead Chest - East Seal Dog Island - Insula Eustatia - Fallen Jerusalem Island - Frenchman's Cay | - George Dog Island - Insula Ginger - Great Camanoe - Great Dog Island - Great Thatch - Great Tobago Island - Green Cay - Insula Guana - Jost Van Dyke - Little Camanoe - Little Jerusalem Island - Little Jost Van Dyke | - Little Seal Dog Island - Little Thatch - Little Tobago - Marina Cay - Insula Mosquito - Necker Island - Insula Norman - Pelican Island - Insula Peter - Prickly Pear Island - Round Rock - Saba Rock | - Salt Island - Sandy Cay - Sandy Spit - Scrub Island - Tortola - cea mai mare insulă - Virgin Gorda - West Dog Island - Whale Rock |

### Insulele Cayman
| - Cayman Brac - Little Cayman Brac - First Cay | - Grand Cayman - Barkers Cay - Booby Cay - Duck Pond Cay - Finger Cay (now absorbed into Grand Cayman) - Sand Cay - Water Cay (now absorbed into Grand Cayman) | - Little Cayman - Insula Owen |

### Montserrat
| - Montserrat - cea mai mare insulă - Little Redonda and Virgin - Statue Rock |

### Insulele Turks și Caicos
| - Bay Cay - Belle Isle - Big Ambergris Cay - Big Cameron Cay - Big Sand Cay - Bird Island - Blue Hills Island - Insula Booby - Insula Breeches - Bush Cay - Conch Cay - Dellis Cay - Dikish Cay - Donna Cay - East Caicos | - East Cay - Fish Cays - Five Cays - Fort George Cay - French Cay - Gibb Cay - Grad Caicos - Grand Turk - Highas Cay - Hog Cay - Iguana Cay - Joe Grants Cay - Little Ambergris Cay - Little Water Cay - Long Cay | - Major Hill Cay - Mangrove Cay - Middle Caicos - Middle Creek Cay - Middleton Cay - Nigger Cay - North Caicos - Parrot Cay - Pear Cay - Pelican Cay - Penniston Cay - Pine Cay - Plandon Cay - Providenciales | - Sail Rock Island - Salt Cay - Sand Cay - Seal Cays - Shot Cay - Six Hill Cays - South Caicos - Stubb Cay - Insula The - Three Mary Cays - Water Cay - West Caicos - West Sand Spit Island - White Cay |

## SUA
- Insula Navassa (disputat)
- Serranilla Bank (disputat)
- Bajo Nuevo Bank (disputat)

### Puerto Rico
| - Alcarraza - Bajo Evelyn - Cabeza de Perro - Cayo Ahogado - Cayo Alfenique - Cayo Algodones - Cayo Arenas - Cayo Ballena - Cayo Batata - Cayo Bayo - Cayo Berberia - Cayo Botella - Cayo Cabritas - Cayo Caracoles - Cayo Caribe - Cayo Chiva - Cayo Collado - Cayo Corral - Cayo Diablo - Cayo Don Luis - Cayo Enrique - Cayo Fanduca - Cayo Icacos - Cayo Jalova - Cayo Jalovita - Cayo Largo - Cayo Lobito - Cayo Lobo - Cayo Lobos - Cayo Maria Langa - Cayo Mata - Guayanilla - Cayo Mata - Salinas - Cayo Mata Seca - Cayo Matojo - Cayo Morrillo | - Cayo Norte - Cayo Palomas - Cayo Parguera - Cayo Pinerito - Cayo Pirata - Cayo Puerca - Cayo Raton - Cayo Ratones - Fajardo - Cayo Real - Cayo Rio - Cayo Santiago - Cayo Sombrerito - Cayo Terremoto - Cayo Tiburon - Cayo Verde - Cayo Vieques - Cayo Yerba - Cayo Luis Peña - Cayo de Tierra - Cayo del Agua - Cayos Cabezazos - Cayos Caribes - Cayos de Barca - Cayos de Caña Gorda - Cayos de Caracoles - Cayos de Pajaros - Cayos de Ratones - Cayos Geniqui - El Ancon - El Mono - Caja de Muertos - Isla Culebrita - Isla de Cardona - Isla de Culebra | - Isla del Erio - Isla Cabras - Isla Chiva - Isla Cueva - Isla de Cerro Gordo - Isla de Cabras - Isla de las Palomas - Isla de Ramos - Isla Desecheo - Mayagüez municipality - Isla Guachinanga - Isla Guayacan - Isla La Cancora - Isla Magueyes - Isla Matei - Isla Morrillito - Isla Palominitos - Isla Piedra - Isla Puerca - Isla San Juan - Isla Yallis - Isletas de Garzas - Islote de Juan Perez - Isla de Mona - Mayagüez municipality - Isla de Ratones, Ponce - Isla de Ratones (Cabo Rojo municipality) - Isla de Vieques - Isla Monito - Mayagüez municipality - Islote Numero dos - Isla Palominos - Isla Pineros - La Blanquilla | - La Cordillera - Las Cabritas - Las Cucarachas - Las Hermanas - Las Lavanderas del Este - Las Lavanderas del Oeste - Los Farallones - Los Gemelos - Los Negritos - Mata Redonda - Pela - Pelaita - Penon Brusi - Penon de Afuera - Penon de San Jorge - Piedra Stevens - Piedra del Norte - Piragua de Adentro - Piragua de Afuera - Puerto Rico - Punta Larga - Punta Mosquitos - Roca Alcatraz - Roca Cocinera - Roca Cucaracha - Roca Culumna - Roca Ola - Roca Resuello - Roca Speck - Roca Velasquez - Tres Hermanas - Tres Hermanos |

### Insulele Virgine Americane
| - Barrel of Beef - Blinders Rocks - Booby Rock - Bovoni Cay - Buck Island - Saint Croix - Buck Island - Saint Thomas - Calf Rock - Capella Islands - Carval Rock or Carvel Rock - Cas Cay - Cinnamon Cay - Insula Cockroach - Coculus Rock - Cololoba Cay - Congo Cay - Cow Rock - Cricket Rock - Current Rock - Insula Dog - Dog Rocks - Domkirk Rock | - Dry Rock - Durloe Cays - Dut Cheap Cay - Fish Cay - Insula Flanagan - Flat Cays - Gorret Rock - Grass Cay - Great Saint James Island - Green Cay - Saint Croix - Green Cay - Saint Thomas - Hans Lollik Island - Hans Lollik Rock - Hassel Island - Henley Cay - Inner Brass Island - Kalkun Cay - Insula Leduck - Limestone Rock - Little Hans Lollik Island - Little Saint James Island | - Lizard Rocks - Lovango Cay - Mingo Cay - Outer Brass Island - Packet Rock - Patricia Cay - Pelican Cay - Perkins Cay - Porpoise Rocks - Protestant Cay - Ramgoat Cay - Rata Cay - Rotto Cay - Rupert Rock - Insula Ruth - Insula Saba - Saint Croix - Saint John - Saint Thomas - Salt Cay | - Saltwater Money Rock - Sandy Point Rock - Savana Island - Insula Shark - Skipper Jacob Rock - Steven Cay - The Stragglers - Sula Cay - Thatch Cay - Insula Triangle - Trunk Cay - Turtleback Rock - Turtledove Cay - Two Brothers - Water Island - Waterlemon Cay - Welk Rocks - West Cay - Whistling Cay |

Saint Thomas, Saint Croix, and Saint John are the main three United States Virgin Islands. The capital, Charlotte Amalie, is on Saint Thomas.